# تپه بسطه
تپه بسطه یا بوباستیس یا بوبسطه (عربی: تل بسطه) در مصر باستان باستیت نام داشته‌است یک مرکز دینی بسیار مهم در مصر باستان و یکی از مهم‌ترین شهرهای قدیمی مصر بوده‌است، نظر به موقعیت قرار گرفتن این تل در ورودی شرقی مصر همیشه در معرض طیف گسترده‌ای از کسانی بوده‌است که از طریق سینا وارد مصر می‌شده‌اند و با بسیاری از فاتحین و جنگ‌ها و کشورگشایی‌های هم دوره بوده‌است و این شهر این افتخار را داشته‌است که مسیر عبور و مقر موقتی برای مریم عذرا و فرزندش مسیح که بر هر دوی آنها سلام باد، در زمانی که پا به مصر گذاشتند بوده‌است.

## شهر بوباستیس
در بیرون شهر الزقاریق آثار باقیمانده از شهر بوباستیس، یکی از بزرگ‌ترین شهرهای قدیمی در مصر که الان به اسم تپه بسطه شناخته می‌شود و الهه بانو (مؤنث) بزرگ این شهر قدیمی باستت نام داشته‌است که ایزد بانوی زیبایی بوده‌است.
گفته می‌شود که جشنواره‌هایی که به افتخار این الهه بانو برگزار می‌شد، گاهی تا ۷۰۰۰۰۰ نفر شرکت‌کننده را در دوره‌های قدیم مصر در بر می‌گرفت، آنها برای الهه بانو باستت قربانی می‌کردند و می‌خواندند و می‌رقصیدند و جشن می‌گرفتند، مقدارهای بسیار زیادی شراب مصرف می‌کردند و به این الهه قربانی تقدیم می‌کردند. بوباستیس حوالی سال ۹۴۵ قبل از میلاد در دوره شاه ششونک یکم پایه‌گذار خانواده بیست دوم حاکمان مصر تبدیل به پایتخت مصر گردید، بعد از آن این شهر به دست نیروهای امپراتوری شاهنشاهی هخامنشی حوالی سال ۳۵۰ قبل از میلاد نابود و خراب گردید.

## معبد
معبد الهه باستیت بیانگر جوهر و ماهیت معماری بوباستیس بوده‌است، این معبد در بین دو قنات که توسط درختان احاطه شده بود واقع شده‌است بطوریکه شهر که در یک نقطه بلندتری از معبد بنا شده بود و می‌شد از این نقطه بلندتر به‌وضوح معبد را مشاهده کرد، برای اینکه معبد در نقطه ای پایین‌تر از شهر به‌لحاظ ارتفاع بنا شده بود، نیز این معبد را احاطه کرده بوده‌است.
ساختن معبد باستیت در دوره ملک خوفو و ملک خفرع از خاندان چهارم حاکمان مصر آغاز گردید. بعد از آن دیگر پادشاهان فراعنه منجمله خاندان هفدهم و هیجدهم و نوزدهم و خاندان بیست و دوم اقدام به ساختن بناهای خاص خودشان و اضافه کردن به این معبد در طول ۱۷۰۰ سال نمودند.
مورخ یونانی هرودت نوشته‌است با اینکه معبدهای بزرگ دیگر و در جایگاهی بالاتر از این معبد و با هزینه ساخت بالاتر وجود داشته‌است هیچ‌کدام از اینها سرور و نشاط را در بیننده بیشتر از معبد باستیت در شهر بوباستیس ایجاد نمی‌کرد، امروزه اثری از این معبد بجز تلی از خرابه وجود ندارد.

## قبرستان گربه‌ها
در شهر بوباستیس قبرستانی به نام قبرستان گربه‌ها کشف شد. بعد از کشف این قبرستان باستان‌شناسان توانستند به تعداد زیادی مجسمه برنزی گربه در مجموعه‌ای از سالن‌ها و اتاق‌هایی که در زیر زمین کشف گردید، دست پیدا کنند.
کتاب «آثار باستانی مصری از کفور نجم و تل بسطه» یکی از مهم‌ترین منابع عصر حاضر در رابطه تپه بسطه می‌باشد که در فهرست جمعیت موزه‌ها در رود نیل برلین منتشر شده‌است.

## نگارخانه

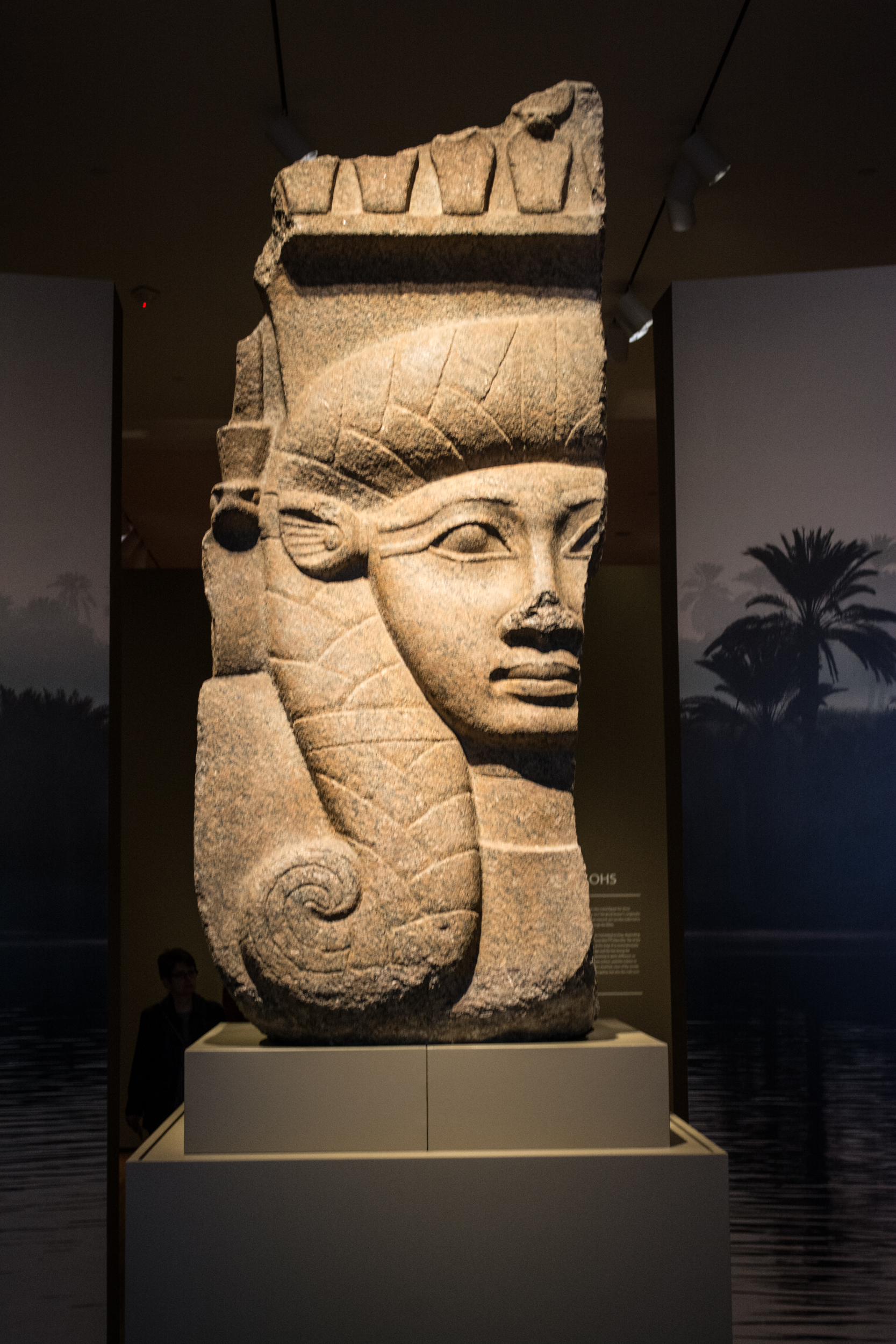
پایتخت حاثور از معبد بوباستیس در مجموعه موزه بریتانیا
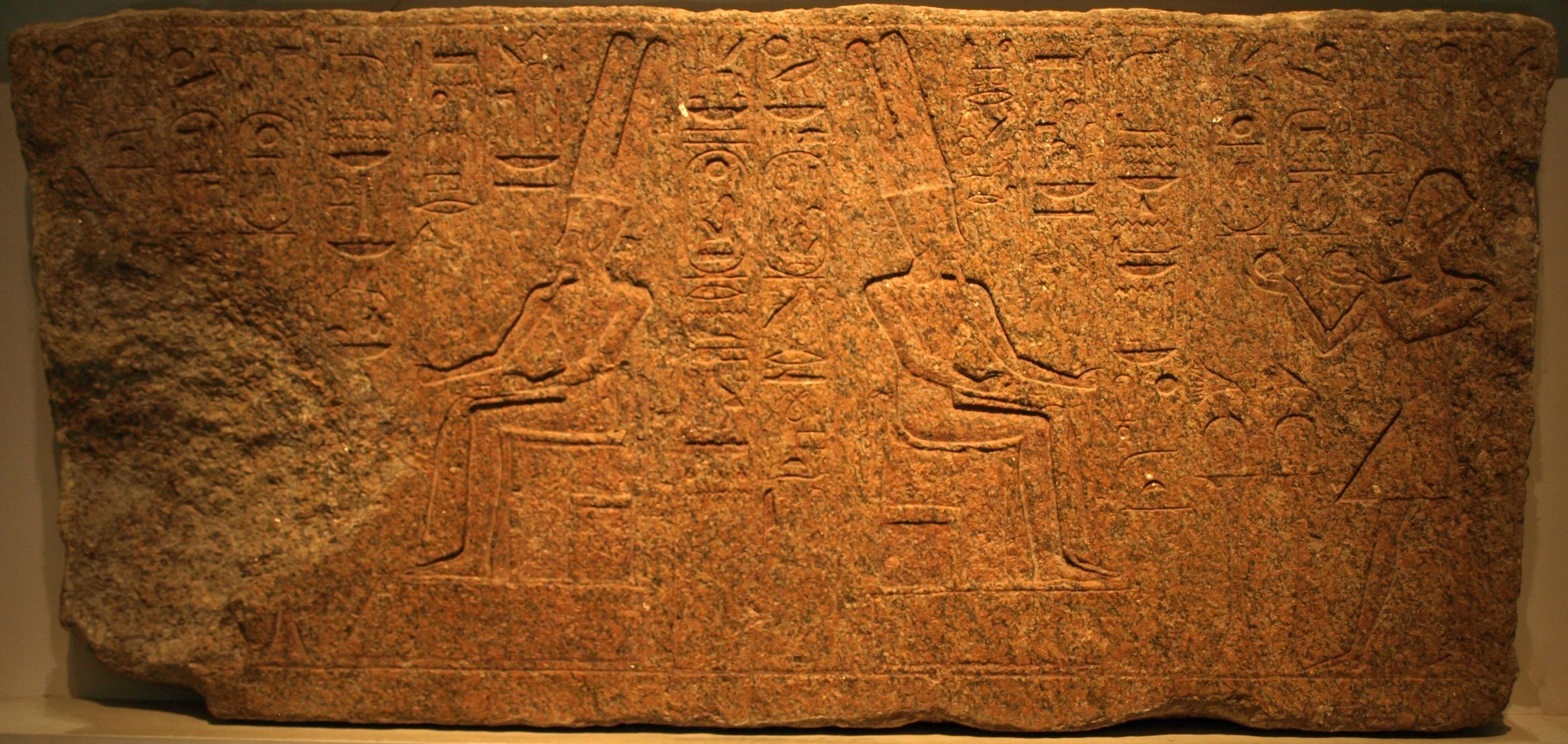
نقش برجسته فرعون آمنهوتپ دوم، ساخته شده از گرانیت قرمز.
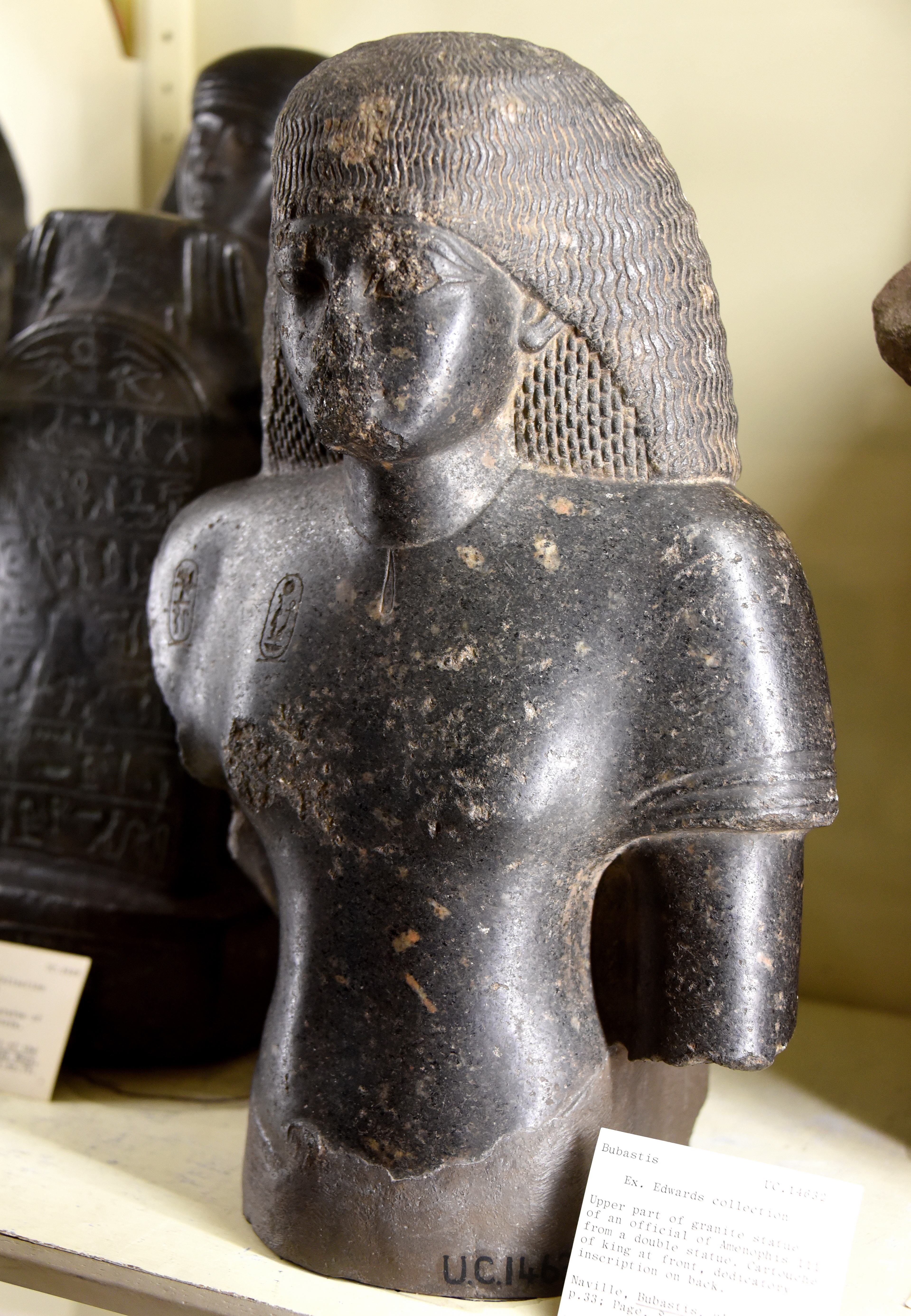
قسمت فوقانی، تصویر یکی از مقامات آمنهوتپ سوم، از مجسمه دوتایی. موزه پتری باستان‌شناسی مصر، لندن
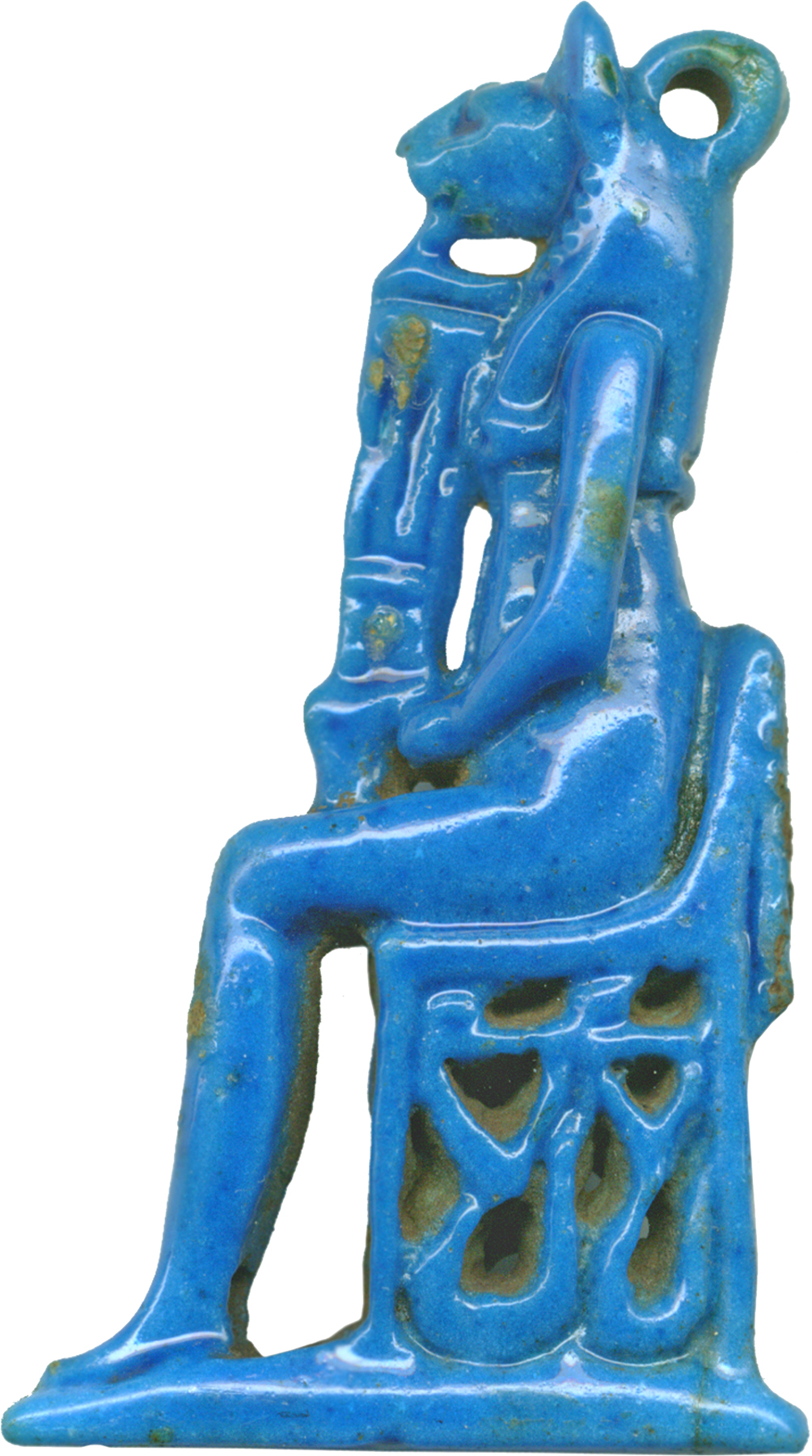
الهه باستت، او در دو تصویر به تصویر کشیده شده‌است: گربه نرم و شیر زن. موزه هنر والترز، بالتیمور
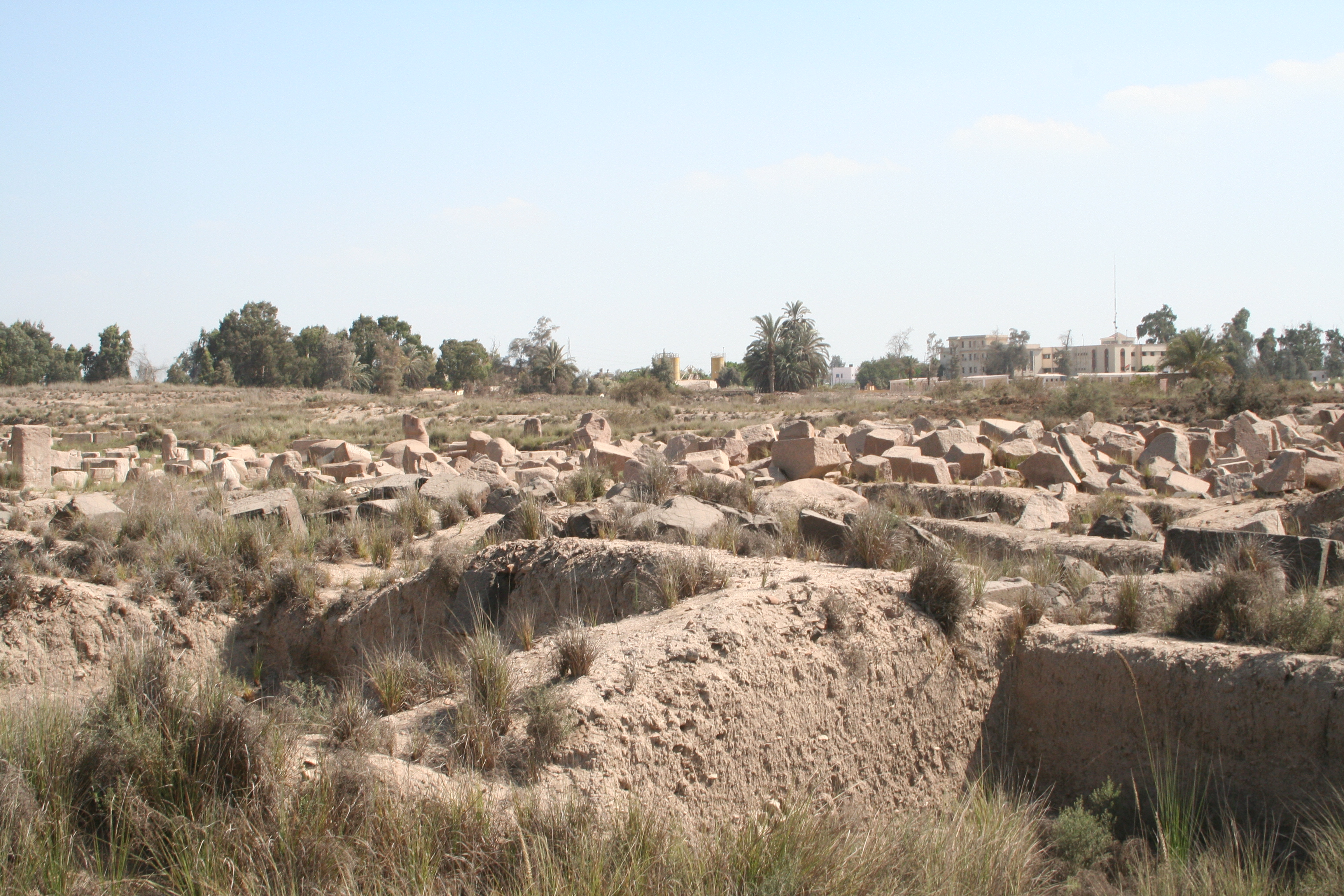
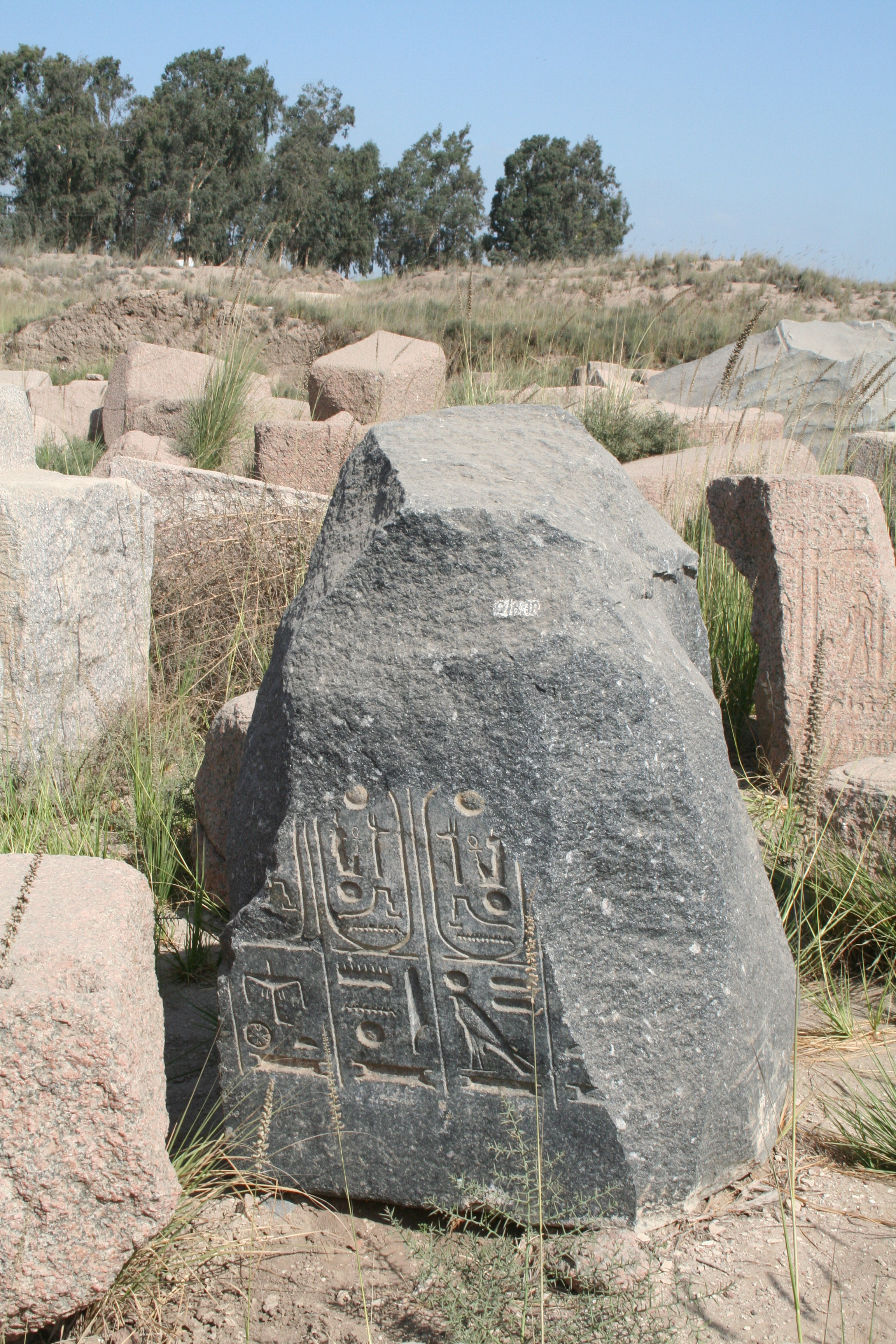
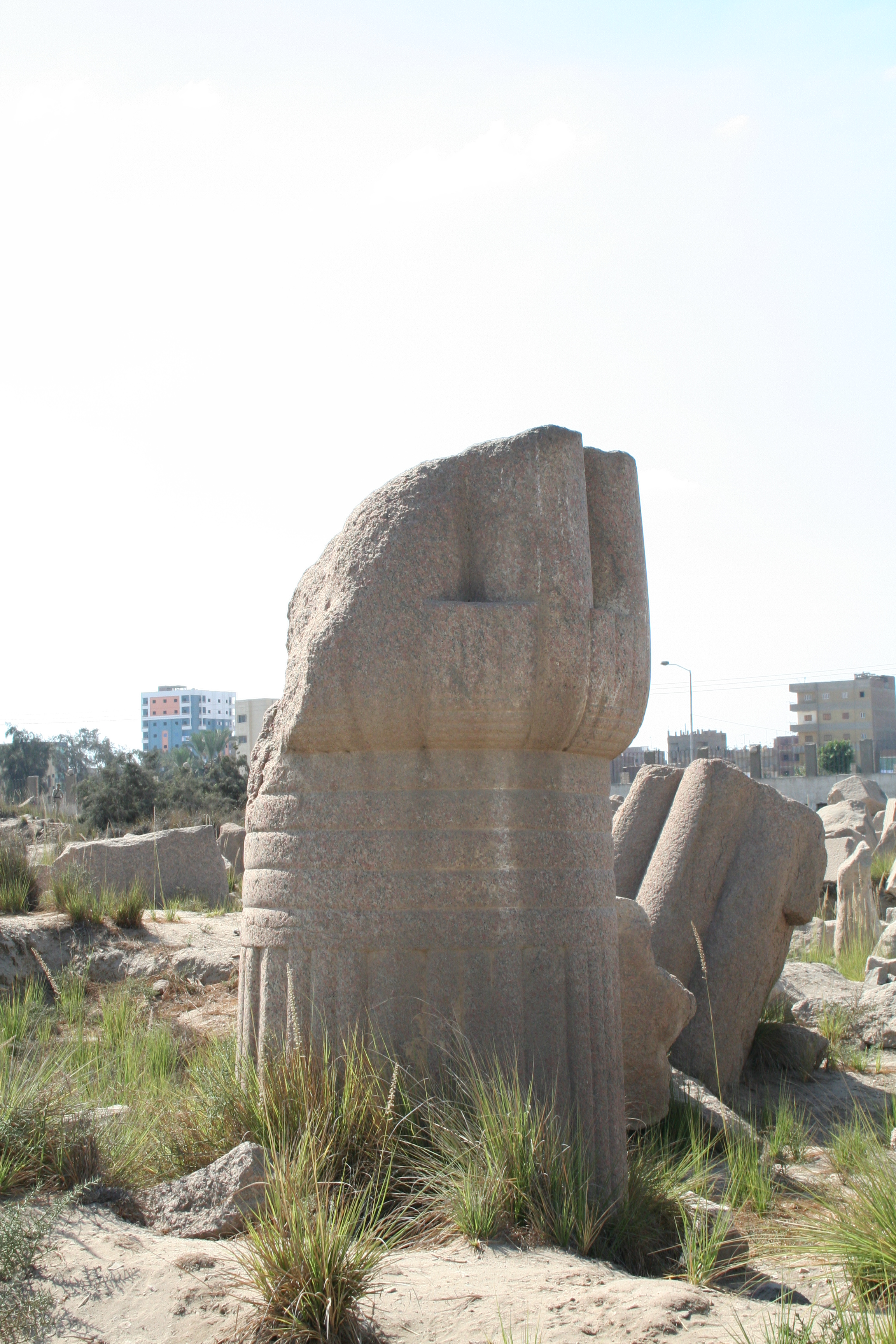
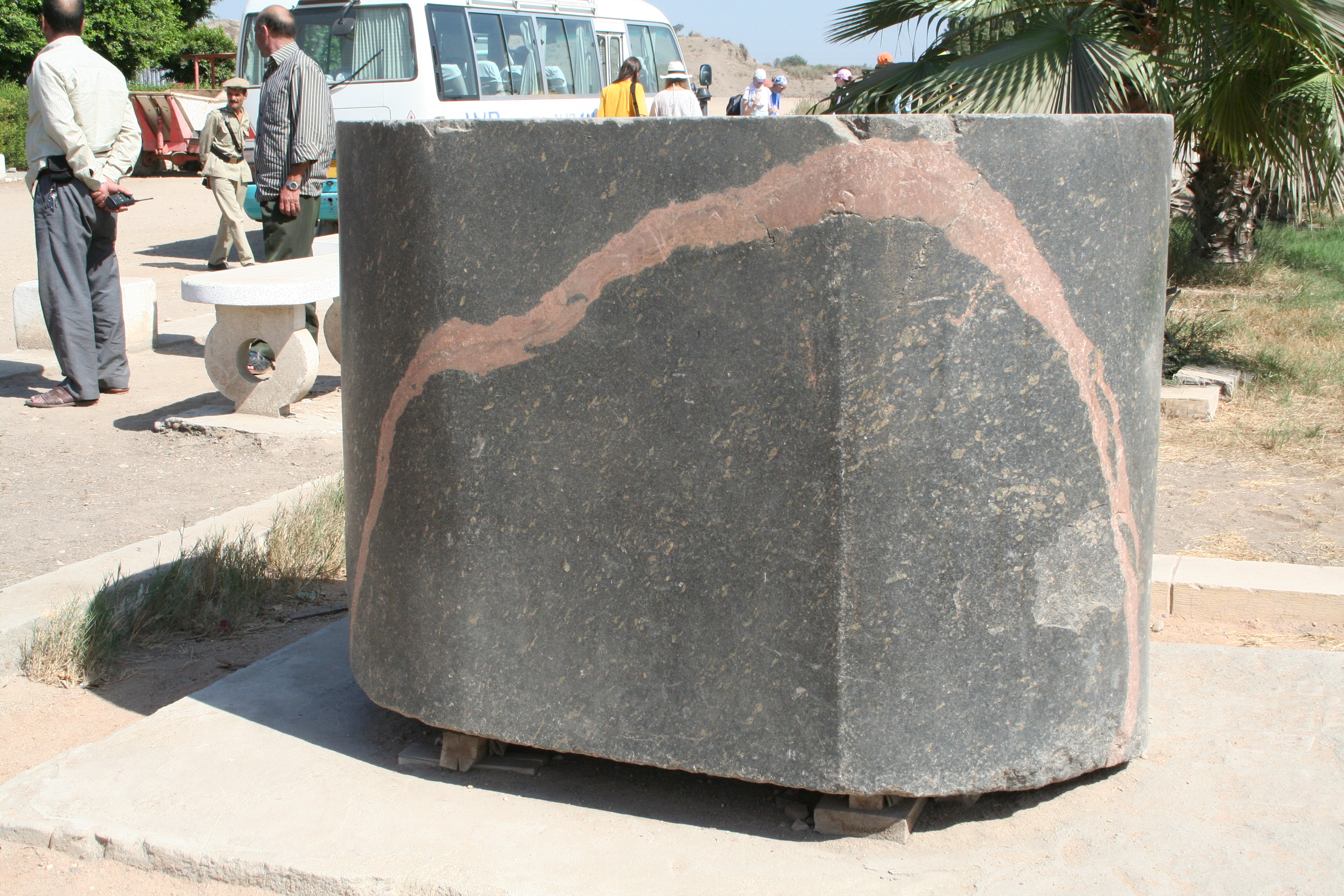
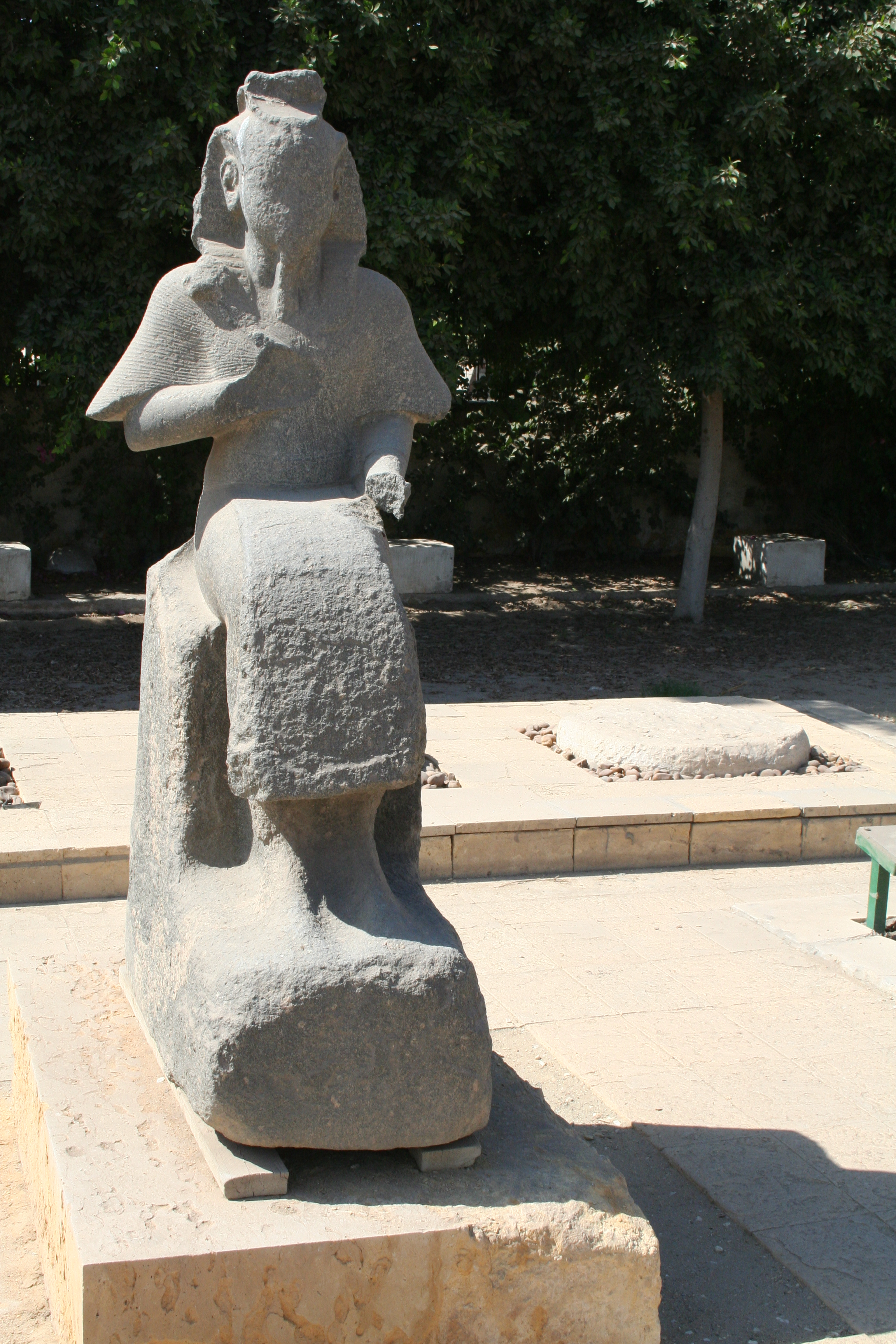
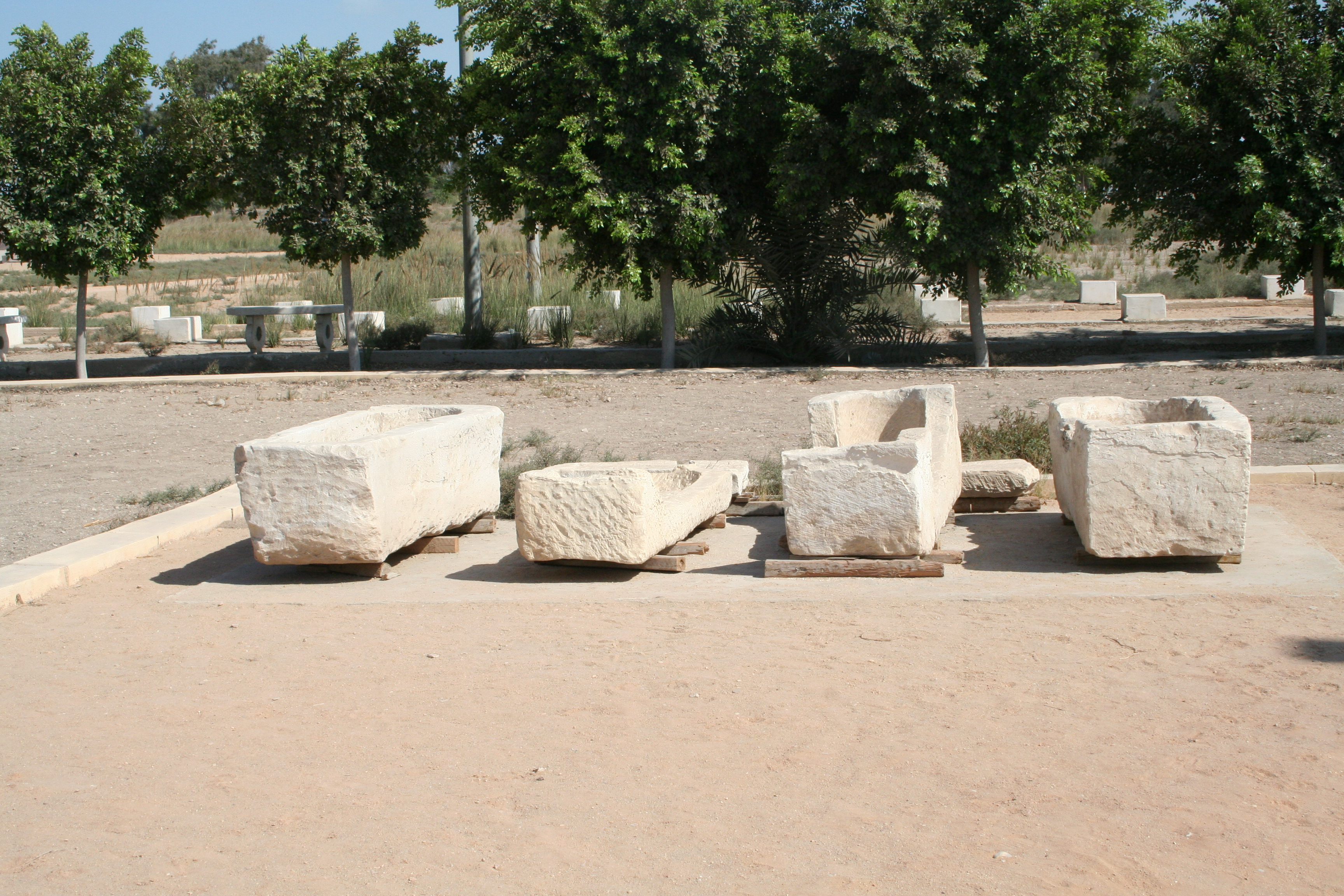
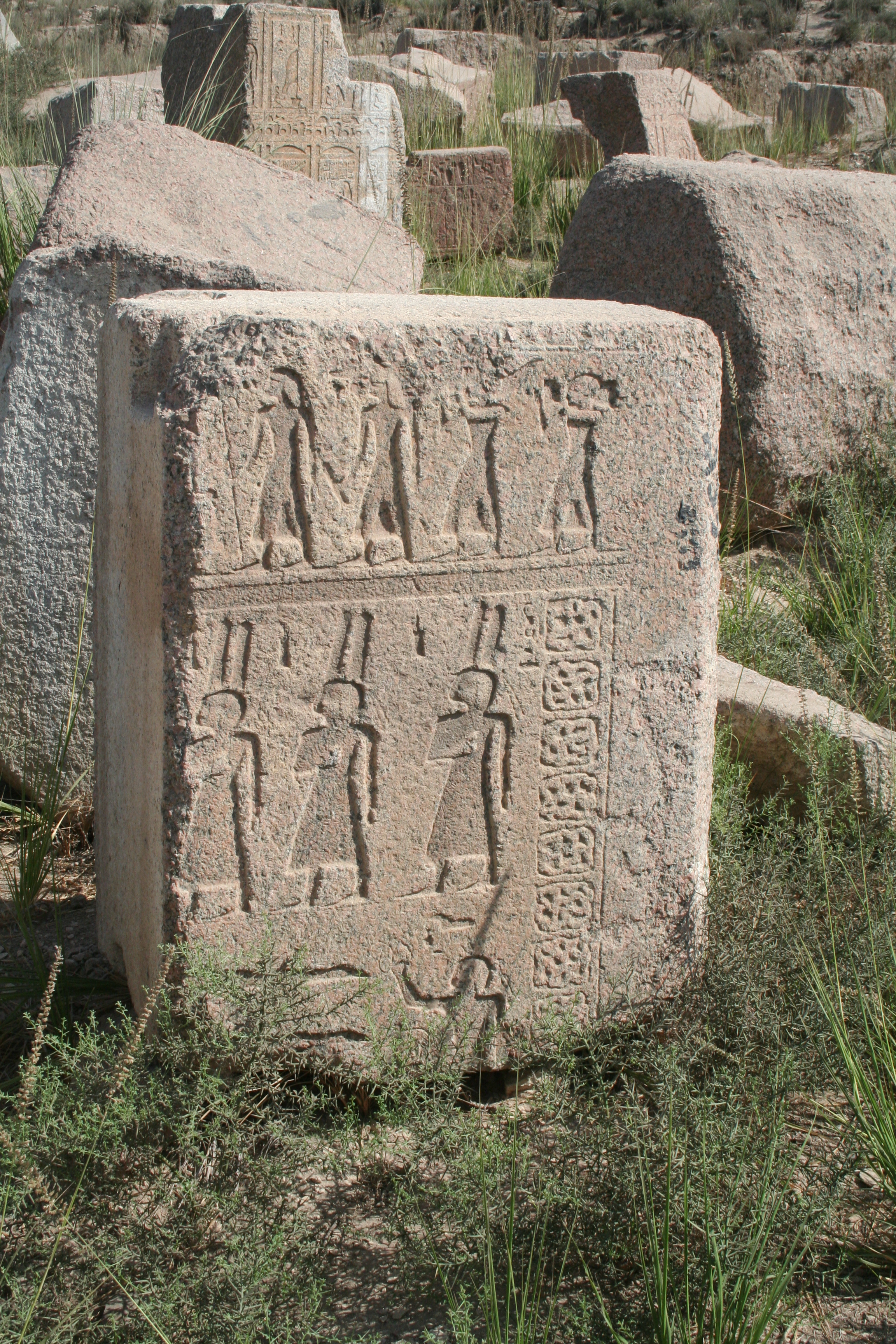
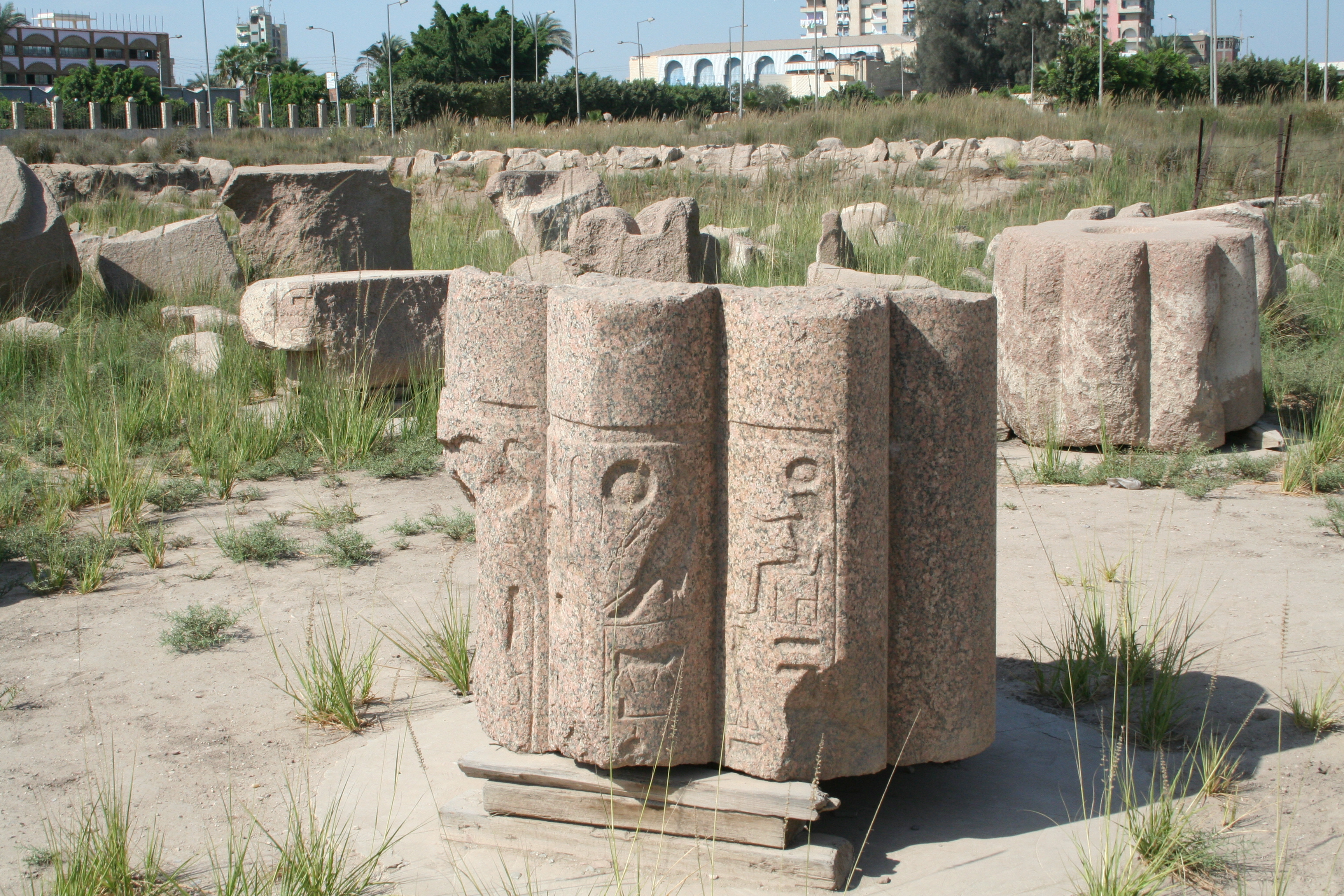
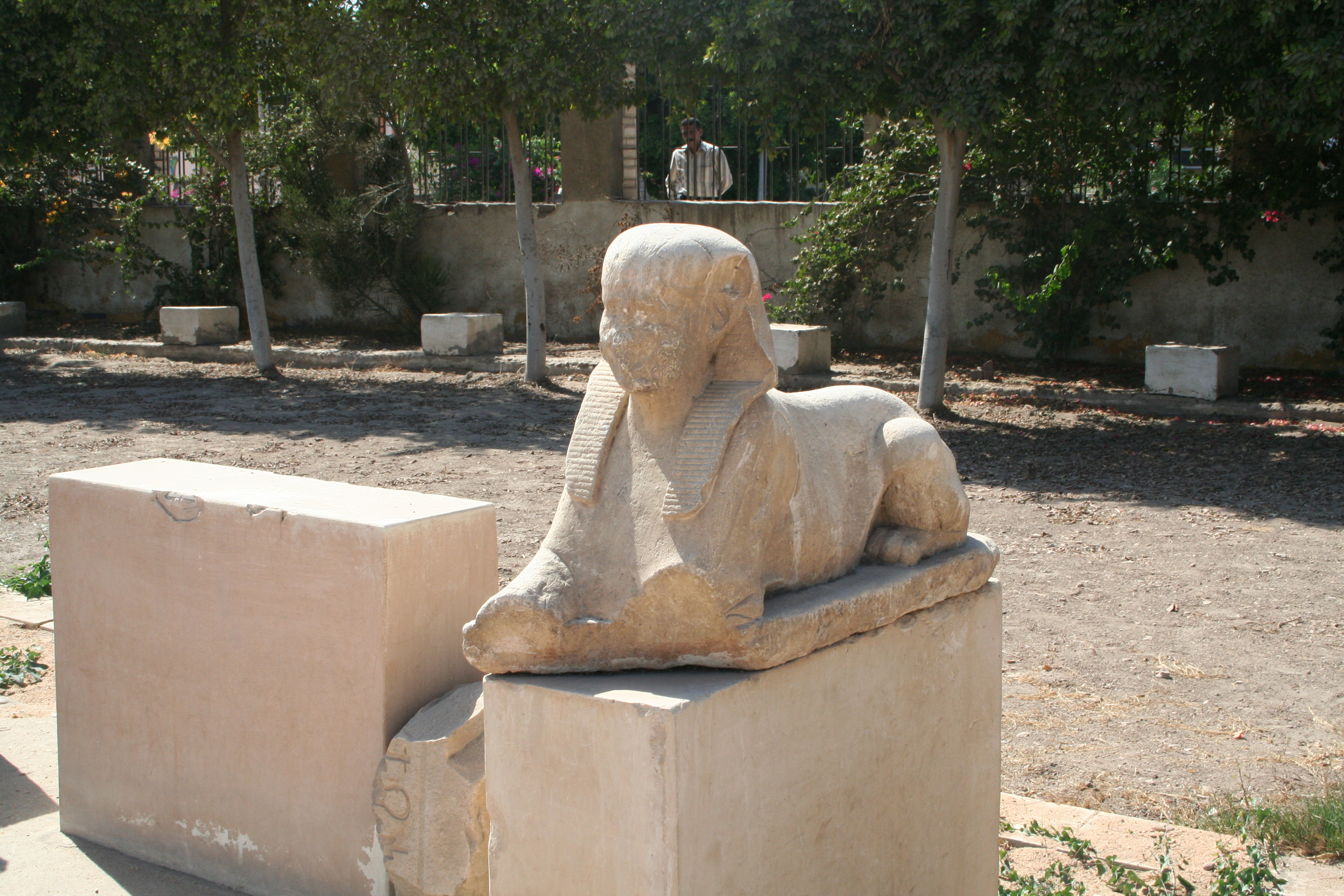
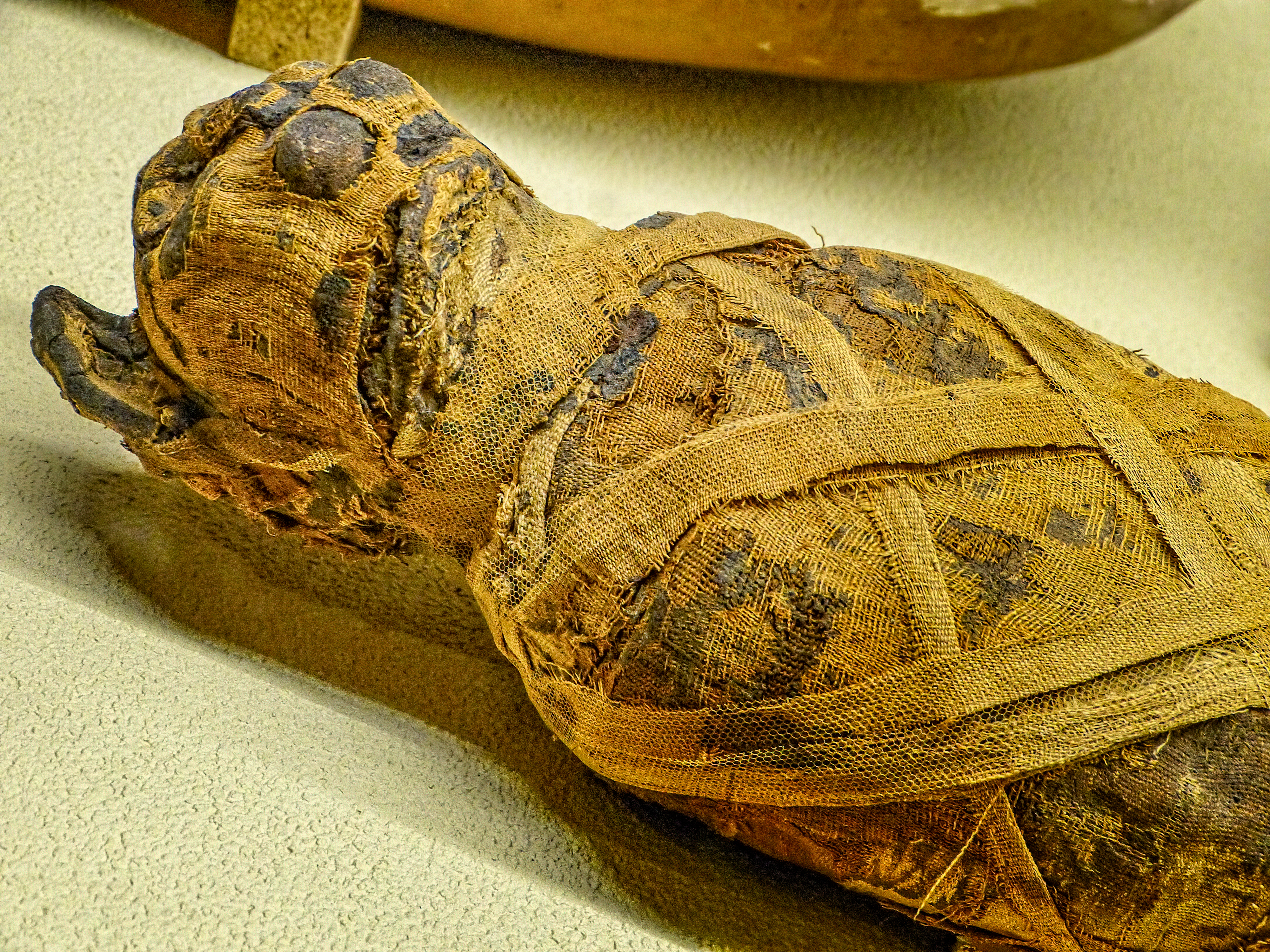
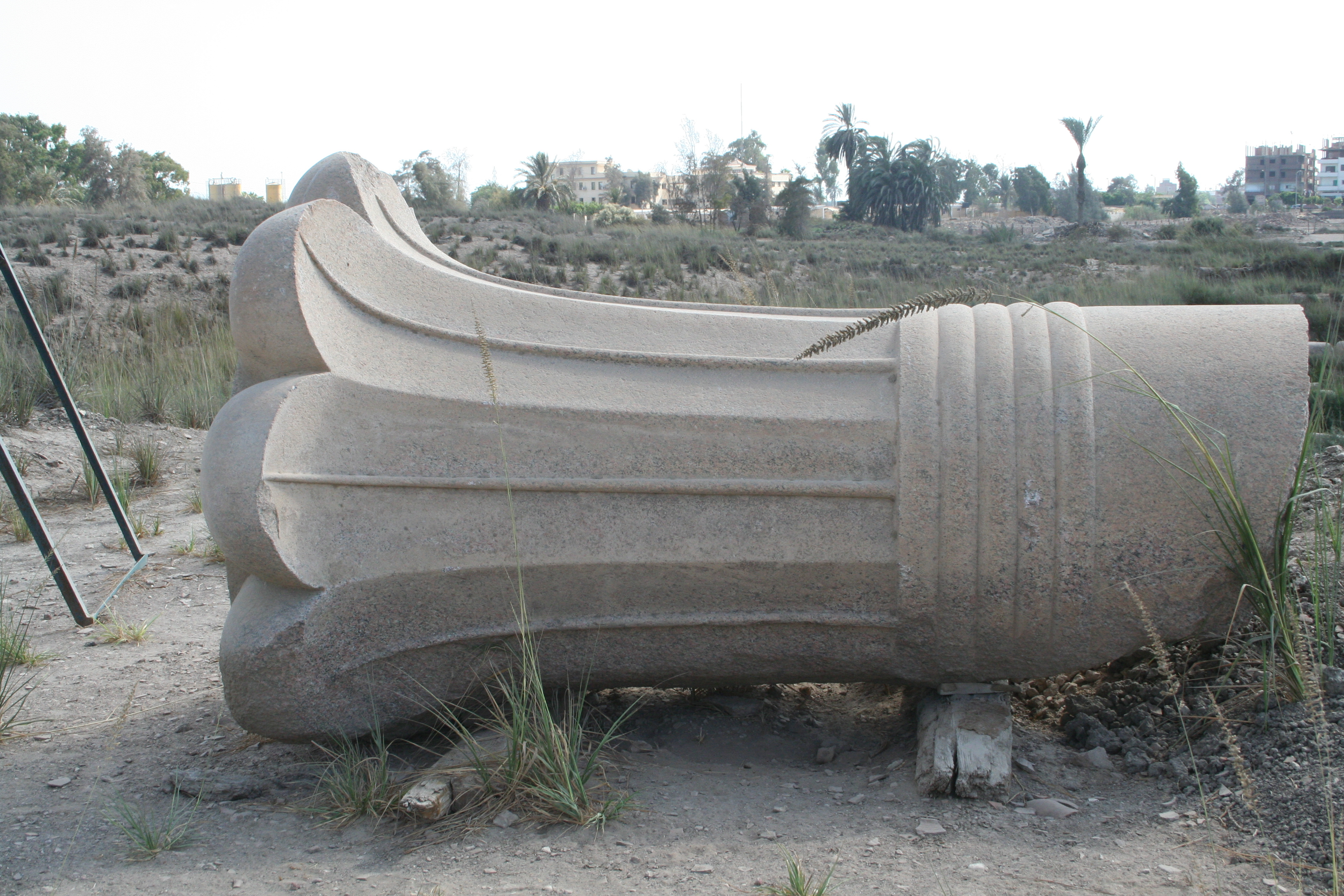
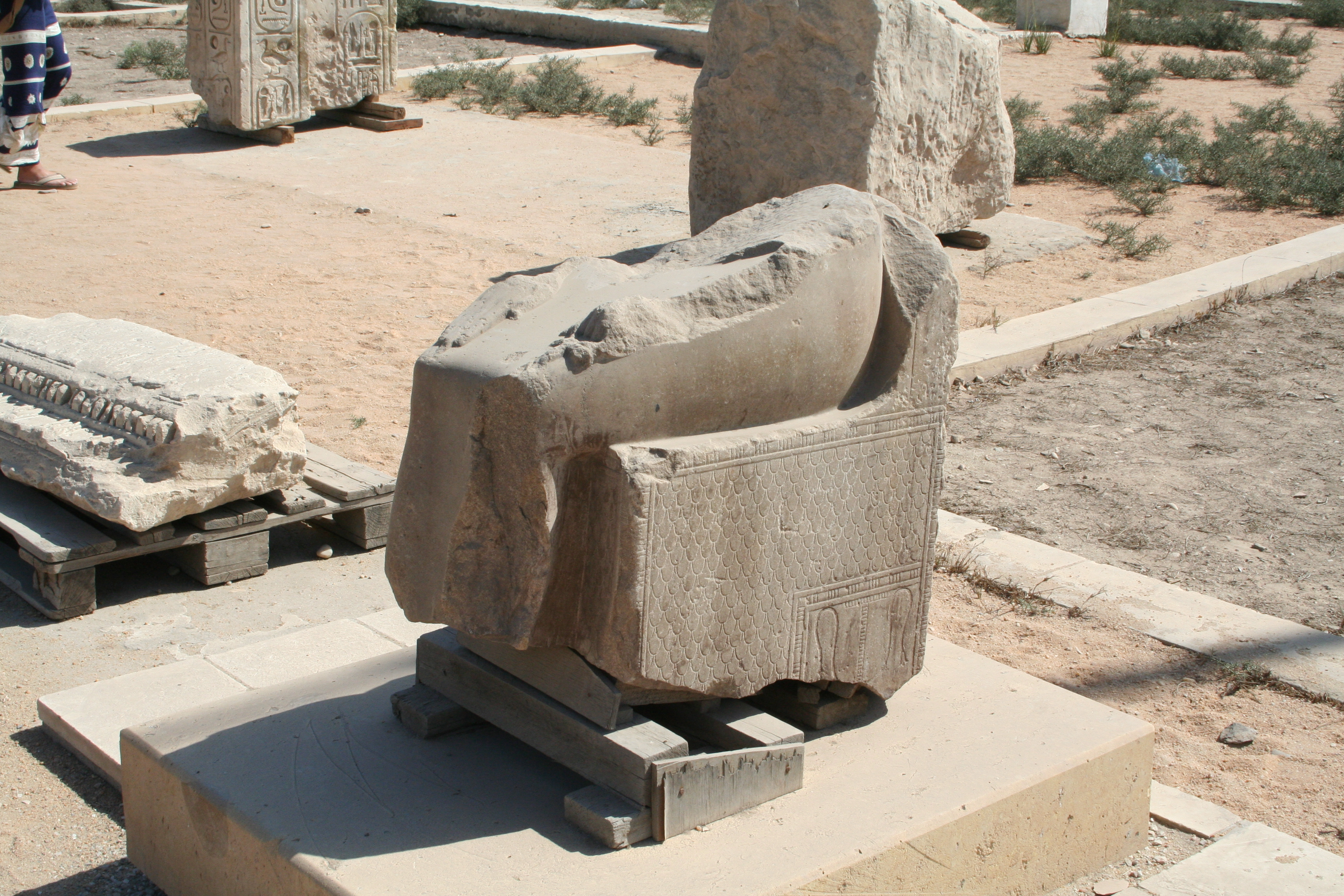
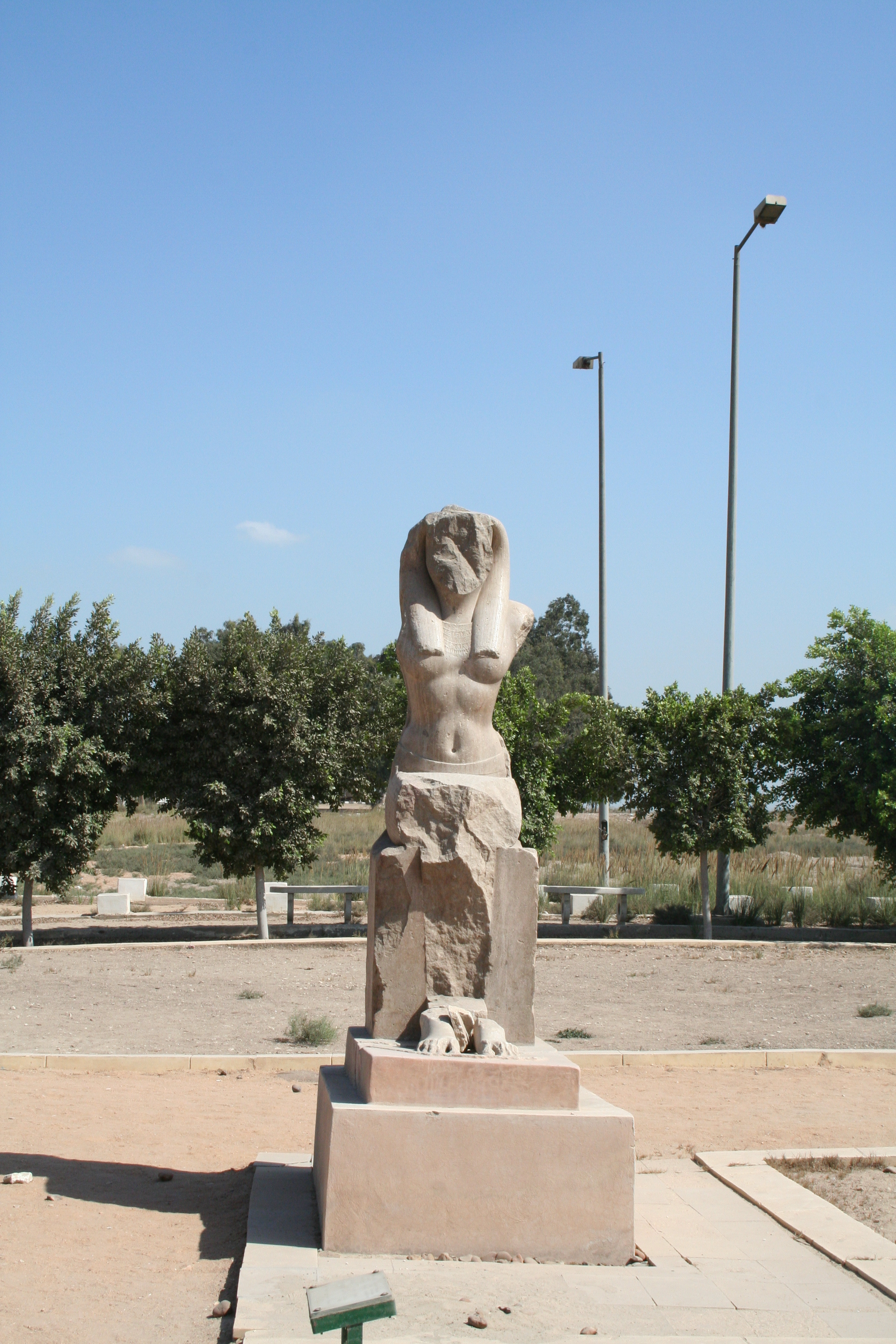